# Bitwa o Kaifeng
Bitwa o Kaifeng – walki toczone o kontrolę nad miastem Kaifeng w prowincji Henan pomiędzy Chińską Armią Ludowo-Wyzwoleńczą (ChAL-W) a rządową Armią Narodowo Rewolucyjną. Bitwa stanowiła część walk toczonych na równinach centralnych podczas chińskiej wojny domowej.
Od początku roku 1948 komuniści podejmowali szereg ofensyw przeciwko siłom rządu Republiki Chińskiej na centralnych równinach m.in. atakowały Linfan, a także oblegały siły rządowe w mieście Taiyuan w Shanxi. Na wszystkich frontach wojny domowej komuniści objęli wyraźną przewagę. Komuniści w maju 1948 r. osiągnęli gotowość do przeprowadzenia dużej operacji zaczepnej w Henanie.
Do walki przeciwko siłom ANR zgromadzonych w Henanie wyruszyło 18 kolumn ChAL-W. Armia ta liczyła około 200 tys. żołnierzy. W składzie sił uderzeniowych znajdowały się armię: Chen Genga, Liu Bochenga i Chen Yi. Całością operacji miał dowodzić późniejszy marszałek ChRL Chen Yi, który na początku roku przeniósł się z Szantungu, gdzie dowodzenie komunistami objął Su Yu. Miasto Kaifeng – w owym czasie stolica prowincji Henan było silnie ufortyfikowane i zamieszkałe przez bez mała 300 tys. ludzi. Wokół miasta znajdowały się dwa porty lotnicze i przechodziły ważne szosy: Longhai i Pinghan (Pekin – Hankou). Niezwykle ważne dla logistyki wojskowej sił republikańskich. Pod Kaifengiem stacjonowały trzy nacjonalistyczne grupy armii. Były to: 2 Grupa Armii gen Qiu Qingquana, 7 Grupa Armii gen. Huanga Baitao i 8 Grupa Armii gen. Wu Shaoxiana. Siły te liczyły co prawda 300 tys. ludzi, jednak były rozrzucone na sporym terytorium i nie miały ze sobą kontaktu. Teoretycznie rezerwę mogłaby stanowić 5 Grupa Armii, jednak w obliczu zagrożenia miasta Xuzhou przez komunistów była ona tam przerzucana.
ChAL-W rozpoczęła operację przeciwko Kaifengowi z kilku kierunków. Z Szantungu 30 maja 1948 r. do działań przystąpiły siły Su Yu. Armia ta zdobyła Tai’an i rozpoczęła przemieszczanie się wzdłuż magistrali Jinpu. 2 Grupa Armii przekroczyła Huang He pod Puxianem. Przeprawa odbyła się nie niepokojona przez lotnictwo ANR. Siły ChAL-W łatwo zajęły stanowiska w pobliżu miast Jingxiang i Chengwu. Dalszy marsz został zablokowany przez podejście 5 Grupy Armii ANR. W połowie czerwca działania rozpoczęły siły pod bezpośrednim dowództwem Chen Yi i przemieściły się w rejon Chengwu, przecinając w międzyczasie magistralę Longhai. Pierwotnie generał – poeta Chen Yi planował wyjście na tyły 5 Armii, jednak zmienił plany gdy dowiedział się o słabości garnizonu w mieście. W Kaifengu było wielu ukrytych działaczy KPCh m.in. dla komunistów pracował szef miejscowej propagandy KMT. Z Chen Yi pod miastem połączyło się 6 kolumn Liu Bochenga. Tymczasem manewry komunistów pogubiły 5 Grupę Armii, która na rozkaz z Nankinu w ostatniej chwili zawróciła na południe.
17 czerwca komuniści rozpoczęli szturmy na miasta tego samego dnia opanowując podmiejskie lotnisko. Mały garnizon mimo przewagi sił atakujących toczył walkę jeszcze przez prawie tydzień, a komuniści zdobyli miasto 22 czerwca. Dowódca garnizonu Li Zhongxin nie skapitulował, lecz zastrzelił się ze swojego pistoletu. Chen Yi zdobył olbrzymie zapasy z lokalnych magazynów.
Kaifeng był pierwszą stolicą prowincji zdobytą przez komunistów, a jego upadek spowodował duży szok wśród polityków w Nankinie, szczególnie u Czang Kaj-szeka. Przywódca Republiki Chińskiej osobiście udał się do pobliskiego Zhengzhou. Rozkazał on bombardować miasto z powietrza i lądu jednak owe bombardowania nie wywołały większych szkód u wojsk KPCh.
Nacjonaliści szybko wyprowadzili jednak bardzo skuteczne kontruderzenie. Do walki rzucono 5 i 7 Grupę Armii ANR. Ze wschodu miasto zostało oskrzydlone przez 5 Grupę Armii, zaś z zachodu to samo uczyniła 7 Grupa Armii. Chen Yi zdał sobie sprawę, że nie utrzyma miasta, chciał też zachować zdobycze z magazynów. 25 czerwca komuniści opuścili miejskie mury. Następnie nacjonaliści wydali przeciwnikom bitwę w trójkącie między miastami Suixian, Jixian i Youshi. Bitwa była wielka rozmiarami a o jej wyniku zadecydowało znakomite wyszkolenie i częściowe uzbrojenie przez Amerykanów 7 Grupy Armii Huanga Baitao. Komuniści zostali pokonani. Byli pobici, ale ich siły nie zostały zniszczone. Uchodzili kolumnami na północ, południe i południowy wschód. Zwycięscy nacjonaliści pozostawili pod Kaifengiem 19 tys. zabitych żołnierzy.
Bitwa udowodniła, że nawet dobrze dowodzone siły komunistyczne nie mają szans w starciu z elitarnymi siłami ANR. Wszelako zwycięstwo nie dało strategicznych zmian na frontach: Kaifeng pozostał przy rządzie, ale inicjatywa przy komunistach. Na konferencji wojskowej z udziałem Mao Zedonga i Zhu De uznano tzw. kampanię wschodnio-henańską za wielki sukces bowiem wojska pod dowództwem Liu Bochenga, Chen Genga i Chen Yi skutecznie ze sobą współpracowały. W tym czasie owe siły otrzymały nowe nazwy. Ruchliwe, ale lekko uzbrojone siły Liu Bochenga przemianowano na Polową Armię Centralnych Równin natomiast silniej uzbrojone wojska Su Yu i Chen Yi na Polową Armię Wschodniochińską.